# Alfredo Ramos (football, 1906)
Pour les articles homonymes, voir Alfredo Ramos.
Alfredo Ramos est un footballeur portugais né le 15 février 1906 et mort à une date inconnue.

## Biographie
Il réalise l'intégralité de sa carrière au CF Belenenses.
En équipe du Portugal, il reçoit quatre capes entre 1928 et 1929. Il participe aux Jeux olympiques 1928 à Amsterdam.

## Carrière
- 1927-1932 :  CF Belenenses

## Palmarès
Avec le CF Belenenses :
- Vainqueur du Campeonato de Portugal (l'équivalent de la coupe du Portugal) en 1927, 1929 et 1933